# 瀝青路面

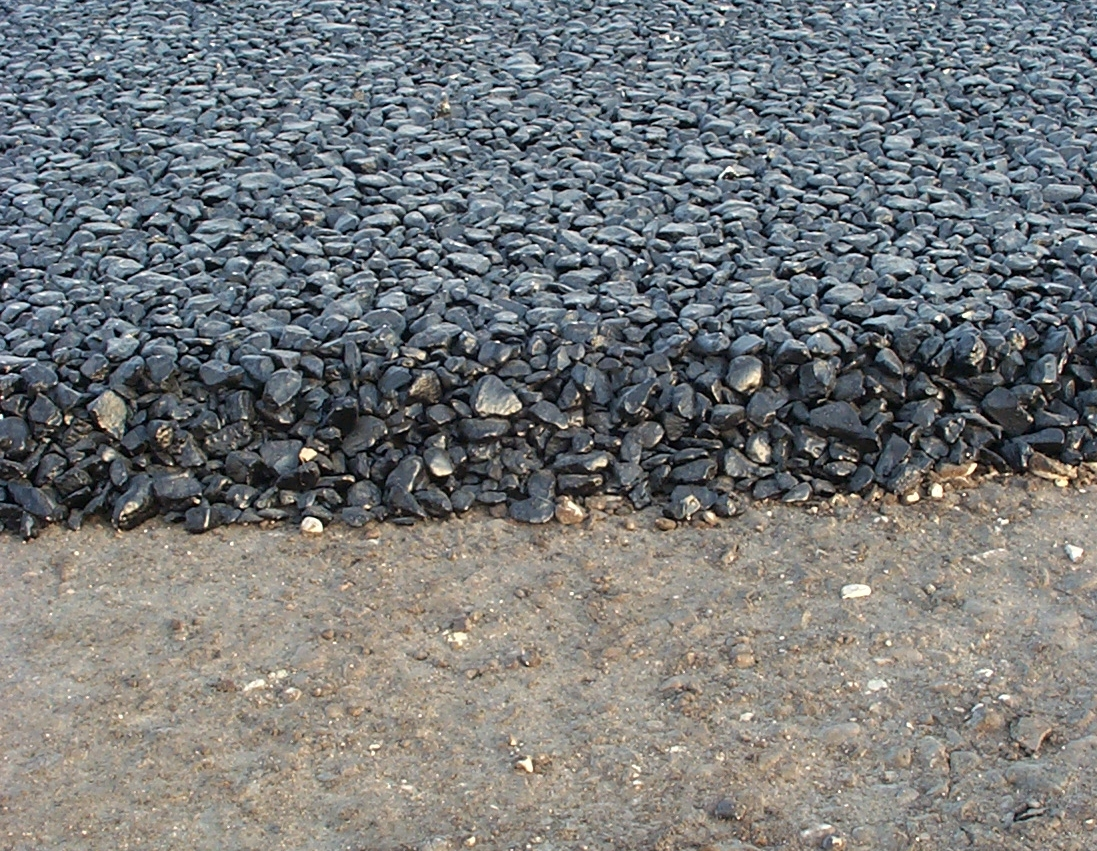
柏油路

瀝青混凝土鋪面道路，或又俗稱為柏油路、瀝青路，是一種由沥青和砂石混合而成的路面，是现今被廣泛使用的道路（特别是机动车通行的公路）铺设方式。因為柏油（石焦油）对健康的危害，現在已經棄用柏油改用瀝青。
鋪設柏油道路所需的材料有級配粒料、碎石級配、瀝青膠泥、骨材、石粉等。所需工具有平路機、挖土機、震動碾壓機、卡車、刮路機、瀝青灑播機、舖裝機、壓力潑油車等。铺设流程基本上可以分為「施工前準備」、「碎石級配舖設」、「瀝青混凝土厚度控制」、「黏層或透層澆舖」、「瀝青混凝土舖設」等五大步驟。

## 概念澄清
沥青普遍被错误的与柏油混淆。沥青是从石油中提取的，而柏油来源于煤或煤焦油。出于柏油对健康的危害，德国从1984年起禁止在道路工程中使用柏油，并将其在称为《危险材料551》的技术规范（《der Technische Regel für Gefahrstoffe 551》）中确定下来。在此之前，柏油被广泛地使用于建筑工程当中。

## 延伸閱讀
- 沥青，中国疾病预防控制中心
- 吸瀝青毒煙 鋪路工臨高危（2015）
- 道路建造中產生的瀝青煙對健康的不良影響（PDF）：上 （页面存档备份，存于）／下 （页面存档备份，存于）；職業安全健康局